# Bosc del Tossal (Estamariu)
El Bosc del Tossal és un indret del municipi d'Estamariu, a l'Alt Urgell. Està situat al vessant nord-oest del Roc Beneïdor.